# Coupe du monde de beach soccer 2008
Navigation
2007 2009
La Coupe du monde de beach soccer 2008 est la quatorzième  édition de la Coupe du monde de beach soccer. Elle se déroule sur les plages du Prado de Marseille, en France, du 17 au 27 juillet 2008. Il s'agit de la première édition se tenant en dehors du Brésil.
La compétition est remportée par le Brésil qui bat en finale l'Italie.

## Équipes qualifiées pour la phase finale

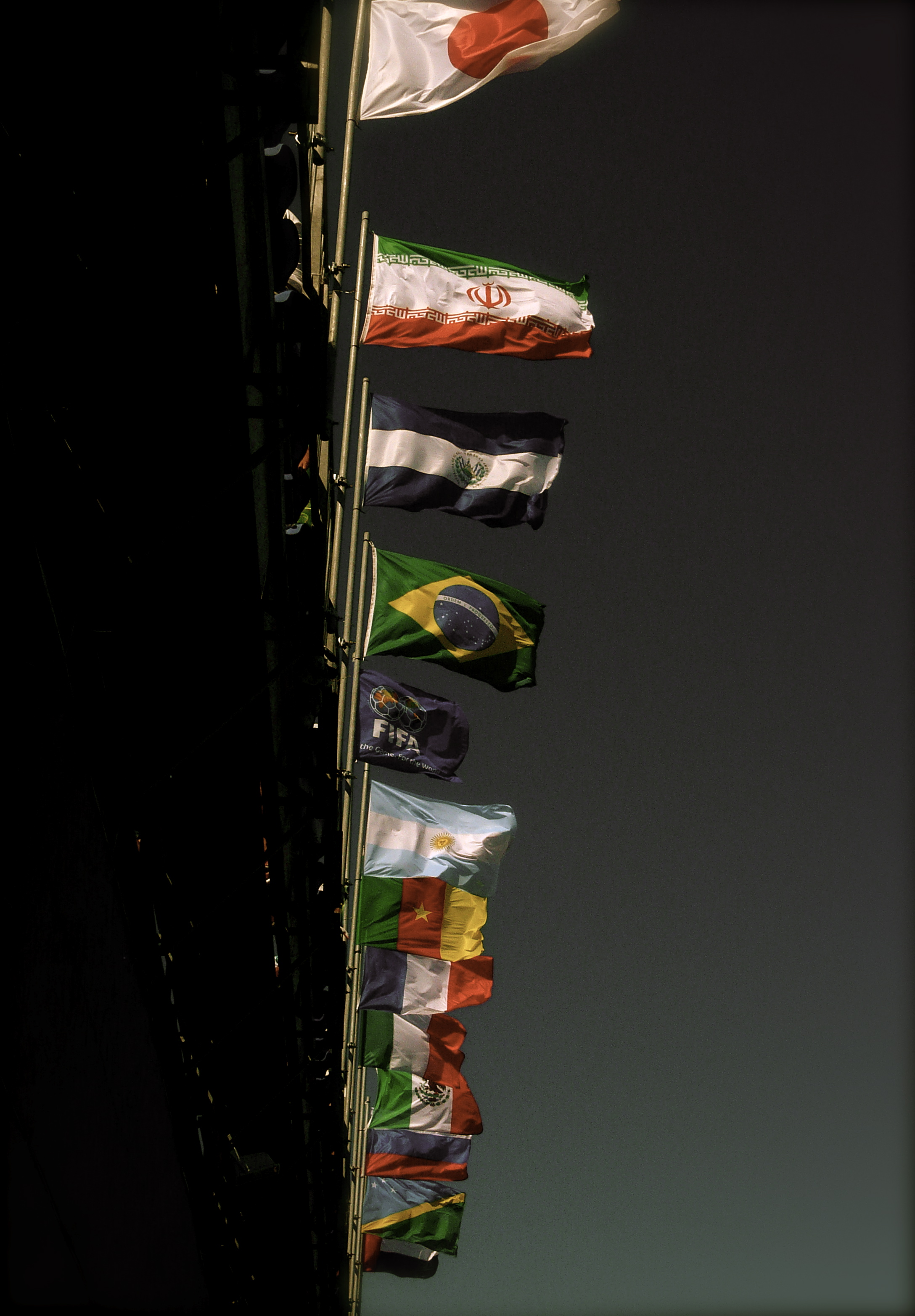
Drapeaux des nations participantes.

| Afrique (CAF) - Cameroun - Sénégal Asie (AFC) - Iran - Japon - Émirats arabes unis Amérique du Nord, Amérique Centrale et Caraïbes (CONCACAF) - Mexique - Salvador Océanie (OFC) - Salomon | Europe (UEFA) - Espagne - France - Italie - Portugal - Russie Amérique du Sud (CONMEBOL) - Argentine - Brésil - Uruguay |

## Phase de groupes

### Règlement
- 16 équipes réparties dans 4 groupes composés chacun de 4 équipes se disputeront les deux premières places qualificatives pour les quarts de finale.

- La rencontre se déroule en 3 périodes de 12 minutes chacune.

- Une victoire dans le temps réglementaire vaut trois points, une victoire en prolongation ou aux tirs au but vaut deux points et toute défaite vaut zéro point. En cas de résultat nul à l'issue du temps réglementaire, les deux équipes prennent part à une prolongation de 3 minutes, puis si elles ne se sont toujours pas départagées à une séance de tirs au but.

- Un carton rouge est synonyme d'exclusion pendant 2 minutes, puis de non-participation pour match suivant.

- Les critères suivants départagent les équipes en cas d'égalité :

1. le plus grand nombre de points obtenus dans les matches de groupe entre les équipes à égalité ;
2. la différence de buts particulière dans les matches de groupe entre les équipes à égalité ;
3. le plus grand nombre de buts marqués dans les matches de groupe entre les équipes à égalité ;
4. la différence de buts dans tous les matches du groupe ;
5. le plus grand nombre de buts marqués dans tous les matches du groupe ;
6. tirage au sort par la commission d’organisation de la FIFA.

### Groupe A
| Rang | Équipe  | Pts | J | G | Gt | P | Bp | Bc | Diff |
| ---- | ------- | --- | - | - | -- | - | -- | -- | ---- |
| 1    | France  | 5   | 3 | 1 | 1  | 1 | 15 | 14 | +1   |
| 2    | Uruguay | 5   | 3 | 1 | 1  | 1 | 17 | 12 | +5   |
| 3    | Sénégal | 5   | 3 | 1 | 1  | 1 | 16 | 14 | +2   |
| 4    | Iran    | 0   | 3 | 0 | 0  | 3 | 8  | 16 | -8   |

     Équipe qualifiée ou victorieuse; Pts = points; J = joués; G = gagnés; Gt = gagnés en prolongation ou aux tirs au but; P = perdus;

Bp = buts pour; Bc = buts contre; Diff = différence de buts
| 17 juillet 2008 | Uruguay                                                 | 6–1 | Iran        | Plages du Prado, Marseille   |                              |
|                 | Ricar 3e 8e 22e · Martin 6e · Parrillo 28e · Fabian 31e |     | Davoudi 20e | Arbitrage : Juan Lopez Lopez | Arbitrage : Juan Lopez Lopez |
|                 | Rapport                                                 |     |             | Arbitrage : Juan Lopez Lopez | Arbitrage : Juan Lopez Lopez |

| 17 juillet 2008      | France                                                                    | 5–5 a.p           | Sénégal                                                                              | Plages du Prado, Marseille                      |                                                 |
|                      | Samoun 16e 36e · Basquaise 21e · Aubry 26e · François 28e 37e · Pérez 33e |                   | Koukpaki 2e 31e · Sylla 12e 17e · G.Mbengue 12e · Dieng 13e · Ndour 26e · Diagne 26e | Spectateurs : 4 000 Arbitrage : István Meszáros | Spectateurs : 4 000 Arbitrage : István Meszáros |
|                      | Rapport                                                                   |                   |                                                                                      | Spectateurs : 4 000 Arbitrage : István Meszáros | Spectateurs : 4 000 Arbitrage : István Meszáros |
| Basquaise · François | Tirs au but 1–2                                                           | G.Mbengue · Ndour |                                                                                      | Spectateurs : 4 000 Arbitrage : István Meszáros | Spectateurs : 4 000 Arbitrage : István Meszáros |

| 19 juillet 2008 | Sénégal                                                                                       | 7–8 a.p | Uruguay                                                                                          | Plages du Prado, Marseille                         |                                                    |
|                 | Ndour 3e 18e · Koukpaki 15e 16e 27e 39e · Limamoulaye 20e · G.Mbengue 30e · Victor Diagne 31e |         | Martin 4e 29e · Parillo 12e · Miguel 23e · Ricar 27e 38e · Matias 36e · Pampero 38e · Fabian 38e | Spectateurs : 4 000 Arbitrage : Eduards Borisevics | Spectateurs : 4 000 Arbitrage : Eduards Borisevics |
|                 | Rapport                                                                                       |         |                                                                                                  | Spectateurs : 4 000 Arbitrage : Eduards Borisevics | Spectateurs : 4 000 Arbitrage : Eduards Borisevics |

| 19 juillet 2008 | Iran                                                                                                 | 6–6 a.p          | France                                                                          | Plages du Prado, Marseille                    |                                               |
|                 | Naderi 7e 37e · Hashempour 12e · H. Abdollahi 14e · F. Abdollahi 19e · Mesigar 23e 25e · Davoudi 31e |                  | Lambourde 8e · Rahimi 10e (csc) · Basquaise 11e 12e (pen.) 14e 38e · Ottavy 14e | Spectateurs : 7 000 Arbitrage : George Postma | Spectateurs : 7 000 Arbitrage : George Postma |
|                 | Rapport                                                                                              |                  |                                                                                 | Spectateurs : 7 000 Arbitrage : George Postma | Spectateurs : 7 000 Arbitrage : George Postma |
| Dara · Davoudi  | Tirs au but 1–2                                                                                      | François · Pérez |                                                                                 | Spectateurs : 7 000 Arbitrage : George Postma | Spectateurs : 7 000 Arbitrage : George Postma |

| 21 juillet 2008 | Sénégal                                      | 4–1 | Iran       | Plages du Prado, Marseille                      |                                                 |
|                 | G.Mbengue 9e · Koukpaki 19e 34e · Diagne 24e |     | Naderi 26e | Spectateurs : 7 000 Arbitrage : Alberto Moreira | Spectateurs : 7 000 Arbitrage : Alberto Moreira |
|                 | Rapport                                      |     |            | Spectateurs : 7 000 Arbitrage : Alberto Moreira | Spectateurs : 7 000 Arbitrage : Alberto Moreira |

| 21 juillet 2008 | France                                              | 4–3 | Uruguay                                         | Plages du Prado, Marseille                      |                                                 |
|                 | Samoun 9e (pen.) 11e · Basquaise 14e 19e 28e (pen.) |     | Coco 9e · Ricar 27e · Parillo 34e 36e · Oli 36e | Spectateurs : 7 000 Arbitrage : Erick Chavarria | Spectateurs : 7 000 Arbitrage : Erick Chavarria |
|                 | Rapport                                             |     |                                                 | Spectateurs : 7 000 Arbitrage : Erick Chavarria | Spectateurs : 7 000 Arbitrage : Erick Chavarria |

### Groupe B
| Rang | Équipe   | Pts | J | G | Gt | P | Bp | Bc | Diff |
| ---- | -------- | --- | - | - | -- | - | -- | -- | ---- |
| 1    | Portugal | 8   | 3 | 2 | 1  | 0 | 26 | 10 | +16  |
| 2    | Italie   | 6   | 3 | 2 | 0  | 1 | 15 | 10 | +5   |
| 3    | Salomon  | 3   | 3 | 1 | 0  | 2 | 14 | 23 | -9   |
| 4    | Salvador | 0   | 3 | 0 | 0  | 3 | 6  | 18 | -12  |

     Équipe qualifiée ou victorieuse; Pts = points; J = joués; G = gagnés; Gt = gagnés en prolongation ou aux tirs au but; P = perdus;

Bp = buts pour; Bc = buts contre; Diff = différence de buts
| 17 juillet 2008 | Italie                                                                                             | 7–4 | Salomon                                    | Plages du Prado, Marseille      |                                 |
|                 | Palmacci 1re · Feudi 2e · Corosiniti 8e 25e · Soria 12e · Pasquali 17e (pen.) 32e · Condorelli 17e |     | Naka 3e · Hosea 15e 17e 17e 20e · Muri 24e | Arbitrage : Carlos Aguirregaray | Arbitrage : Carlos Aguirregaray |
|                 | Rapport                                                                                            |     |                                            | Arbitrage : Carlos Aguirregaray | Arbitrage : Carlos Aguirregaray |

| 17 juillet 2008 | Portugal                                                                                  | 8–2 | Salvador                                                          | Plages du Prado, Marseille |                            |
|                 | Alan 2e · Madjer 14e 18e · Hernâni 15e · Beirão Sousa 16e · Torres 21e · Belchior 33e 36e |     | Ruiz 7e · Blanco 7e · Ramirez 24e · Quinteros 30e · Hernandez 33e | Arbitrage : Tasuku Onodera | Arbitrage : Tasuku Onodera |
|                 | Rapport                                                                                   |     |                                                                   | Arbitrage : Tasuku Onodera | Arbitrage : Tasuku Onodera |

| 19 juillet 2008 | Salomon                                                            | 4–13 | Portugal | Plages du Prado, Marseille                    |                                               |
|                 | Muri 5e · Ngaitin 8e · Naka 14e 17e 28e · Padaverana 17e · Nee 32e |      | Beirão Sousa 1e · Madjer 3e 16e 17e 18e 18e 25e · Alan 5e 5e 17e 29e · Omokirio 5e (csc) · Belchior 8e 34e · Ngaitin 24e (csc) | Spectateurs : 5 200 Arbitrage : Faisal Sallam | Spectateurs : 5 200 Arbitrage : Faisal Sallam |
|                 | Rapport                                                            |      | | Spectateurs : 5 200 Arbitrage : Faisal Sallam | Spectateurs : 5 200 Arbitrage : Faisal Sallam |

| 19 juillet 2008 | Salvador             | 1–4 | Italie                                     | Plages du Prado, Marseille                      |                                                 |
|                 | Hernandez 27e (pen.) |     | Pasquali 6e · Palmacci 18e 21e · Feudi 25e | Spectateurs : 6 000 Arbitrage : Alberto Moreira | Spectateurs : 6 000 Arbitrage : Alberto Moreira |
|                 | Rapport              |     |                                            | Spectateurs : 6 000 Arbitrage : Alberto Moreira | Spectateurs : 6 000 Arbitrage : Alberto Moreira |

| 21 juillet 2008 | Portugal                                                  | 5–4 a.p | Italie                                                                  | Plages du Prado, Marseille                       |                                                  |
|                 | Belchior 6e 9e 38e · Alan 8e · Rodrigues 24e · Madjer 32e |         | Esposito 18e (pen.) · Maradona Jr 22e · Soria 24e (pen.) · Platania 28e | Spectateurs : 5 000 Arbitrage : Juan Lopez Lopez | Spectateurs : 5 000 Arbitrage : Juan Lopez Lopez |
|                 | Rapport                                                   |         |                                                                         | Spectateurs : 5 000 Arbitrage : Juan Lopez Lopez | Spectateurs : 5 000 Arbitrage : Juan Lopez Lopez |

| 21 juillet 2008 | Salvador                                       | 3–6 | Salomon                                | Plages du Prado, Marseille                  |                                             |
|                 | Agustin Ruiz 13e · Ramirez 24e · Hernandez 28e |     | Naka 5e 13e 16e 23e · Omokirio 28e 35e | Spectateurs : 3 800 Arbitrage : Zhiwei Geng | Spectateurs : 3 800 Arbitrage : Zhiwei Geng |
|                 | Rapport                                        |     |                                        | Spectateurs : 3 800 Arbitrage : Zhiwei Geng | Spectateurs : 3 800 Arbitrage : Zhiwei Geng |

### Groupe C
| Rang | Équipe              | Pts | J | G | Gt | P | Bp | Bc | Diff |
| ---- | ------------------- | --- | - | - | -- | - | -- | -- | ---- |
| 1    | Argentine           | 9   | 3 | 3 | 0  | 0 | 13 | 5  | +8   |
| 2    | Russie              | 6   | 3 | 2 | 0  | 1 | 12 | 5  | +7   |
| 3    | Émirats arabes unis | 3   | 3 | 1 | 0  | 2 | 12 | 14 | -2   |
| 4    | Cameroun            | 0   | 3 | 0 | 0  | 3 | 4  | 17 | -13  |

     Équipe qualifiée ou victorieuse; Pts = points; J = joués; G = gagnés; Gt = gagnés en prolongation ou aux tirs au but; P = perdus;

Bp = buts pour; Bc = buts contre; Diff = différence de buts
| 18 juillet 2008 | Russie                                                                             | 3–5 | Argentine                                                        | Plages du Prado, Marseille                    |                                               |
|                 | Leonov 7e · Khmara 12e · Chaïkov 26e · Shishin 27e · Gorchinskiy 28e · Makarov 31e |     | E.Hilaire 12e (pen.) · F.Hilaire 16e 30e 36e · Minici 28e (pen.) | Spectateurs : 4 000 Arbitrage : George Postma | Spectateurs : 4 000 Arbitrage : George Postma |
|                 | Rapport                                                                            |     |                                                                  | Spectateurs : 4 000 Arbitrage : George Postma | Spectateurs : 4 000 Arbitrage : George Postma |

| 18 juillet 2008 | Émirats arabes unis | 10–4 | Cameroun                                              | Plages du Prado, Marseille                      |                                                 |
|                 | Alabadla 1re 18e 20e · M. Bashir 6e · Almazam 19e · Eyoum 19e (csc) · Al Mesaabi 28e 32e · H. Bashir 28e · K. Albalooshi 28e · Albloushi 29e · I. Albalooshi 29e |      | Eyoum 1e · Yombi 1re · Etame 9e 19e · Yopa 20e (pen.) | Spectateurs : 4 500 Arbitrage : Erick Chavarria | Spectateurs : 4 500 Arbitrage : Erick Chavarria |
|                 | Rapport |      |                                                       | Spectateurs : 4 500 Arbitrage : Erick Chavarria | Spectateurs : 4 500 Arbitrage : Erick Chavarria |

| 20 juillet 2008 | Argentine                                             | 5–2 | Émirats arabes unis                                    | Plages du Prado, Marseille                      |                                                 |
|                 | S.Hilaire 6e · Leguizamon 15e 34e · F.Hilaire 19e 30e |     | Al Mesaabi 11e · I. Albalooshi 34e (pen.) · Sadeqi 34e | Spectateurs : 4 500 Arbitrage : Sylvain Palhies | Spectateurs : 4 500 Arbitrage : Sylvain Palhies |
|                 | Rapport                                               |     |                                                        | Spectateurs : 4 500 Arbitrage : Sylvain Palhies | Spectateurs : 4 500 Arbitrage : Sylvain Palhies |

| 20 juillet 2008 | Cameroun | 0–4 | Russie                                                     | Plages du Prado, Marseille                   |                                              |
|                 |          |     | Yombi 9e (csc) · Khmara 12e · Makarov 21e · Shakmelyan 36e | Spectateurs : 5 300 Arbitrage : Fabio Polito | Spectateurs : 5 300 Arbitrage : Fabio Polito |
|                 | Rapport  |     |                                                            | Spectateurs : 5 300 Arbitrage : Fabio Polito | Spectateurs : 5 300 Arbitrage : Fabio Polito |

| 22 juillet 2008 | Émirats arabes unis | 0–5 | Russie                                                             | Plages du Prado, Marseille                      |                                                 |
|                 |                     |     | Makarov 7e · Chaïkov 7e (pen.) 27e · Shishin 24e · Gorchinskiy 28e | Spectateurs : 3 000 Arbitrage : István Meszáros | Spectateurs : 3 000 Arbitrage : István Meszáros |
|                 | Rapport             |     |                                                                    | Spectateurs : 3 000 Arbitrage : István Meszáros | Spectateurs : 3 000 Arbitrage : István Meszáros |

| 22 juillet 2008 | Cameroun | 0–3 | Argentine               | Plages du Prado, Marseille                     |                                                |
|                 | Etame 7e |     | Minici 2e (pen.) 3e 35e | Spectateurs : 3 800 Arbitrage : Tasuku Onodera | Spectateurs : 3 800 Arbitrage : Tasuku Onodera |
|                 | Rapport  |     |                         | Spectateurs : 3 800 Arbitrage : Tasuku Onodera | Spectateurs : 3 800 Arbitrage : Tasuku Onodera |

### Groupe D
| Rang | Équipe  | Pts | J | G | Gt | P | Bp | Bc | Diff |
| ---- | ------- | --- | - | - | -- | - | -- | -- | ---- |
| 1    | Brésil  | 9   | 3 | 3 | 0  | 0 | 18 | 4  | +14  |
| 2    | Espagne | 6   | 3 | 2 | 0  | 1 | 10 | 5  | +5   |
| 3    | Mexique | 3   | 3 | 1 | 0  | 2 | 6  | 12 | -6   |
| 4    | Japon   | 0   | 3 | 0 | 0  | 3 | 5  | 18 | -13  |

     Équipe qualifiée ou victorieuse; Pts = points; J = joués; G = gagnés; Gt = gagnés en prolongation ou aux tirs au but; P = perdus;

Bp = buts pour; Bc = buts contre; Diff = différence de buts
| 18 juillet 2008 | Mexique                                           | 4–3 | Japon                               | Plages du Prado, Marseille                    |                                               |
|                 | Santoyo 25e · Villalobos 25e 31e 35e · Flores 29e |     | Yoshii 2e · Tabata 25e · Uehara 27e | Spectateurs : 4 000 Arbitrage : Mohamed Morsi | Spectateurs : 4 000 Arbitrage : Mohamed Morsi |
|                 | Rapport                                           |     |                                     | Spectateurs : 4 000 Arbitrage : Mohamed Morsi | Spectateurs : 4 000 Arbitrage : Mohamed Morsi |

| 18 juillet 2008 | Brésil                       | 3–2 | Espagne         | Plages du Prado, Marseille                   |                                              |
|                 | Buru 1re 28e 31e · Bruno 22e |     | Amarelle 1re 6e | Spectateurs : 6 500 Arbitrage : Fabio Polito | Spectateurs : 6 500 Arbitrage : Fabio Polito |
|                 | Rapport                      |     |                 | Spectateurs : 6 500 Arbitrage : Fabio Polito | Spectateurs : 6 500 Arbitrage : Fabio Polito |

| 20 juillet 2008 | Espagne                    | 2–1 | Mexique   | Plages du Prado, Marseille                     |                                                |
|                 | Amarelle 15e · Antonio 26e |     | Flores 4e | Spectateurs : 4 000 Arbitrage : Sergejus Slyva | Spectateurs : 4 000 Arbitrage : Sergejus Slyva |
|                 | Rapport                    |     |           | Spectateurs : 4 000 Arbitrage : Sergejus Slyva | Spectateurs : 4 000 Arbitrage : Sergejus Slyva |

| 20 juillet 2008 | Japon          | 1–8 | Brésil | Plages du Prado, Marseille                      |                                                 |
|                 | Makino 17e 24e |     | Júnior Negão 5e 18e · Buru 13e · Betinho 16e · Benjamin 17e · Bruno 24e · Daniel 10e 32e · Yoshii 35e (csc) | Spectateurs : 7 000 Arbitrage : Erick Chavarria | Spectateurs : 7 000 Arbitrage : Erick Chavarria |
|                 | Rapport        |     | | Spectateurs : 7 000 Arbitrage : Erick Chavarria | Spectateurs : 7 000 Arbitrage : Erick Chavarria |

| 22 juillet 2008 | Espagne                                                                 | 6–1 | Japon                   | Plages du Prado, Marseille                          |                                                     |
|                 | Nico 11e 21e · Amarelle 15e 20e 27e (pen.) · C.Torres 16e · Alvarez 34e |     | Uehara 17e · Yoshii 20e | Spectateurs : 5 000 Arbitrage : Carlos Aguirregaray | Spectateurs : 5 000 Arbitrage : Carlos Aguirregaray |
|                 | Rapport                                                                 |     |                         | Spectateurs : 5 000 Arbitrage : Carlos Aguirregaray | Spectateurs : 5 000 Arbitrage : Carlos Aguirregaray |

| 22 juillet 2008 | Brésil                                                                | 7–1 | Mexique      | Plages du Prado, Marseille                    |                                               |
|                 | Benjamin 1re 19e 19e · André 7e · Bruno 23e · Bueno 29e · Betinho 32e |     | Alvarado 20e | Spectateurs : 6 000 Arbitrage : George Postma | Spectateurs : 6 000 Arbitrage : George Postma |
|                 | Rapport                                                               |     |              | Spectateurs : 6 000 Arbitrage : George Postma | Spectateurs : 6 000 Arbitrage : George Postma |

## Phase finale

### Format et règlement
Le deuxième tour est disputé sur élimination directe et comprend des quarts de finale, des demi-finales, un match pour la troisième place et une finale. Les vainqueurs sont qualifiés pour le tour suivant, les perdants des demi-finales disputant le match pour la troisième place. Si les deux équipes sont à égalité à la fin du temps règlementaire, une prolongation de 3 minutes est jouée. Si les deux équipes sont toujours à égalité à la fin de la prolongation, le vainqueur est désigné par l'épreuve des tirs au but.

### Tableau
|  | Quarts de finale                            | Quarts de finale                            | Quarts de finale                            | Quarts de finale                            |          |          | Demi-finales                                | Demi-finales                                | Demi-finales                                | Demi-finales                                |                                             |                                             | Finale                                      | Finale                                      | Finale                                      | Finale                                      |
|  |                                             |                                             |                                             |                                             |          |          |                                             |                                             |                                             |                                             |                                             |                                             |                                             |                                             |                                             |                                             |
|  | 24 juillet 2008, Plages du Prado, Marseille | 24 juillet 2008, Plages du Prado, Marseille | 24 juillet 2008, Plages du Prado, Marseille | 24 juillet 2008, Plages du Prado, Marseille |          |          | 26 juillet 2008, Plages du Prado, Marseille | 26 juillet 2008, Plages du Prado, Marseille | 26 juillet 2008, Plages du Prado, Marseille | 26 juillet 2008, Plages du Prado, Marseille |                                             |                                             | 27 juillet 2008, Plages du Prado, Marseille | 27 juillet 2008, Plages du Prado, Marseille | 27 juillet 2008, Plages du Prado, Marseille | 27 juillet 2008, Plages du Prado, Marseille |
|  | 24 juillet 2008, Plages du Prado, Marseille | 24 juillet 2008, Plages du Prado, Marseille | 24 juillet 2008, Plages du Prado, Marseille | 24 juillet 2008, Plages du Prado, Marseille |          |          | 26 juillet 2008, Plages du Prado, Marseille | 26 juillet 2008, Plages du Prado, Marseille | 26 juillet 2008, Plages du Prado, Marseille | 26 juillet 2008, Plages du Prado, Marseille |                                             |                                             | 27 juillet 2008, Plages du Prado, Marseille | 27 juillet 2008, Plages du Prado, Marseille | 27 juillet 2008, Plages du Prado, Marseille | 27 juillet 2008, Plages du Prado, Marseille |
|  | 1er gr.A                                    | France                                      | 2                                           | 2                                           |          |          | 26 juillet 2008, Plages du Prado, Marseille | 26 juillet 2008, Plages du Prado, Marseille | 26 juillet 2008, Plages du Prado, Marseille | 26 juillet 2008, Plages du Prado, Marseille |                                             |                                             | 27 juillet 2008, Plages du Prado, Marseille | 27 juillet 2008, Plages du Prado, Marseille | 27 juillet 2008, Plages du Prado, Marseille | 27 juillet 2008, Plages du Prado, Marseille |
|  | 1er gr.A                                    | France                                      | 2                                           | 2                                           |          |          | 26 juillet 2008, Plages du Prado, Marseille | 26 juillet 2008, Plages du Prado, Marseille | 26 juillet 2008, Plages du Prado, Marseille | 26 juillet 2008, Plages du Prado, Marseille |                                             |                                             | 27 juillet 2008, Plages du Prado, Marseille | 27 juillet 2008, Plages du Prado, Marseille | 27 juillet 2008, Plages du Prado, Marseille | 27 juillet 2008, Plages du Prado, Marseille |
|  | 2e gr.B                                     | Italie                                      | 5                                           | 5                                           |          |          | 26 juillet 2008, Plages du Prado, Marseille | 26 juillet 2008, Plages du Prado, Marseille | 26 juillet 2008, Plages du Prado, Marseille | 26 juillet 2008, Plages du Prado, Marseille |                                             |                                             | 27 juillet 2008, Plages du Prado, Marseille | 27 juillet 2008, Plages du Prado, Marseille | 27 juillet 2008, Plages du Prado, Marseille | 27 juillet 2008, Plages du Prado, Marseille |
|  | 2e gr.B                                     | Italie                                      | 5                                           | 5                                           | Italie   | Italie   | 4 (1)                                       | 4 (1)                                       |                                             |                                             |                                             |                                             | 27 juillet 2008, Plages du Prado, Marseille | 27 juillet 2008, Plages du Prado, Marseille | 27 juillet 2008, Plages du Prado, Marseille | 27 juillet 2008, Plages du Prado, Marseille |
|  | 24 juillet 2008, Plages du Prado, Marseille |                                             |                                             |                                             | Italie   | Italie   | 4 (1)                                       | 4 (1)                                       |                                             |                                             |                                             |                                             | 27 juillet 2008, Plages du Prado, Marseille | 27 juillet 2008, Plages du Prado, Marseille | 27 juillet 2008, Plages du Prado, Marseille | 27 juillet 2008, Plages du Prado, Marseille |
|  |                                             |                                             | Espagne                                     | Espagne                                     | 4 (0)    | 4 (0)    |                                             |                                             |                                             |                                             |                                             |                                             | 27 juillet 2008, Plages du Prado, Marseille | 27 juillet 2008, Plages du Prado, Marseille | 27 juillet 2008, Plages du Prado, Marseille | 27 juillet 2008, Plages du Prado, Marseille |
|  | 1er gr.C                                    | Argentine                                   | Espagne                                     | Espagne                                     | 4 (0)    | 4 (0)    | 0                                           | 0                                           |                                             |                                             |                                             |                                             | 27 juillet 2008, Plages du Prado, Marseille | 27 juillet 2008, Plages du Prado, Marseille | 27 juillet 2008, Plages du Prado, Marseille | 27 juillet 2008, Plages du Prado, Marseille |
|  | 1er gr.C                                    | Argentine                                   | 26 juillet 2008, Plages du Prado, Marseille |                                             |          |          | 0                                           | 0                                           |                                             |                                             |                                             |                                             | 27 juillet 2008, Plages du Prado, Marseille | 27 juillet 2008, Plages du Prado, Marseille | 27 juillet 2008, Plages du Prado, Marseille | 27 juillet 2008, Plages du Prado, Marseille |
|  | 2e gr.D                                     | Espagne                                     | 2                                           | 2                                           |          |          |                                             |                                             |                                             |                                             |                                             |                                             | 27 juillet 2008, Plages du Prado, Marseille | 27 juillet 2008, Plages du Prado, Marseille | 27 juillet 2008, Plages du Prado, Marseille | 27 juillet 2008, Plages du Prado, Marseille |
|  | 2e gr.D                                     | Espagne                                     | 2                                           | 2                                           | Italie   | Italie   | 3                                           | 3                                           |                                             |                                             |                                             |                                             |                                             |                                             |                                             |                                             |
|  | 24 juillet 2008, Plages du Prado, Marseille |                                             |                                             |                                             | Italie   | Italie   | 3                                           | 3                                           |                                             |                                             |                                             |                                             |                                             |                                             |                                             |                                             |
|  |                                             |                                             | Brésil                                      | Brésil                                      | 5        | 5        |                                             |                                             |                                             |                                             |                                             |                                             |                                             |                                             |                                             |                                             |
|  | 1er gr.B                                    | Portugal                                    | Brésil                                      | Brésil                                      | 5        | 5        | 6                                           | 6                                           |                                             |                                             |                                             |                                             |                                             |                                             |                                             |                                             |
|  | 1er gr.B                                    | Portugal                                    |                                             |                                             |          |          |                                             |                                             |                                             |                                             |                                             |                                             |                                             |                                             |                                             |                                             |
|  | 2e gr.A                                     | Uruguay                                     | 3                                           | 3                                           |          |          |                                             |                                             |                                             |                                             |                                             |                                             |                                             |                                             |                                             |                                             |
|  | 2e gr.A                                     | Uruguay                                     | 3                                           | 3                                           | Portugal | Portugal | 4                                           | 4                                           | Match pour la troisième place               | Match pour la troisième place               | Match pour la troisième place               | Match pour la troisième place               |                                             |                                             |                                             |                                             |
|  | 24 juillet 2008, Plages du Prado, Marseille |                                             |                                             |                                             | Portugal | Portugal | 4                                           | 4                                           | Match pour la troisième place               | Match pour la troisième place               | Match pour la troisième place               | Match pour la troisième place               |                                             |                                             |                                             |                                             |
|  |                                             |                                             | Brésil                                      | Brésil                                      | 5        | 5        |                                             |                                             | 27 juillet 2008, Plages du Prado, Marseille | 27 juillet 2008, Plages du Prado, Marseille | 27 juillet 2008, Plages du Prado, Marseille | 27 juillet 2008, Plages du Prado, Marseille |                                             |                                             |                                             |                                             |
|  | 1er gr.D                                    | Brésil                                      | Brésil                                      | Brésil                                      | 5        | 5        | 6                                           | 6                                           | 27 juillet 2008, Plages du Prado, Marseille | 27 juillet 2008, Plages du Prado, Marseille | 27 juillet 2008, Plages du Prado, Marseille | 27 juillet 2008, Plages du Prado, Marseille |                                             |                                             |                                             |                                             |
|  | 1er gr.D                                    | Brésil                                      |                                             |                                             |          |          |                                             | 6                                           |                                             |                                             | Espagne                                     | Espagne                                     | 4                                           | 4                                           |                                             |                                             |
|  | 2e gr.C                                     | Russie                                      | 4                                           | 4                                           |          |          |                                             |                                             |                                             |                                             | Espagne                                     | Espagne                                     | 4                                           | 4                                           |                                             |                                             |
|  | 2e gr.C                                     | Russie                                      | 4                                           | 4                                           | Portugal | Portugal | 5                                           | 5                                           |                                             |                                             |                                             |                                             |                                             |                                             |                                             |                                             |
|  |                                             |                                             |                                             |                                             |          |          |                                             |                                             |                                             |                                             |                                             |                                             |                                             |                                             |                                             |                                             |

### Quarts de finale
| 24 juillet 2008 | France                    | 2–5 | Italie                                                      | Plages du Prado, Marseille                      |                                                 |
|                 | Samoun 23e · François 33e |     | Esposito 1re · Feudi 2e 11e · Condorelli 23e · Palmacci 23e | Spectateurs : 7 000 Arbitrage : Alberto Moreira | Spectateurs : 7 000 Arbitrage : Alberto Moreira |
|                 | Rapport                   |     |                                                             | Spectateurs : 7 000 Arbitrage : Alberto Moreira | Spectateurs : 7 000 Arbitrage : Alberto Moreira |

| 24 juillet 2008 | Portugal                                                                                  | 6–3 | Uruguay                                | Plages du Prado, Marseille                            |                                                       |
|                 | Belchior 8e 29e · Beirão Sousa 11e · Madjer 15e · Bilro 26e · Coco 29e (csc) · Durval 32e |     | Fabian 15e 32e · Coco 24e · Martin 24e | Spectateurs : 6 000 Arbitrage : Juan José Lopez Lopez | Spectateurs : 6 000 Arbitrage : Juan José Lopez Lopez |
|                 | Rapport                                                                                   |     |                                        | Spectateurs : 6 000 Arbitrage : Juan José Lopez Lopez | Spectateurs : 6 000 Arbitrage : Juan José Lopez Lopez |

| 24 juillet 2008 | Argentine | 0–2 | Espagne      | Plages du Prado, Marseille                      |                                                 |
|                 |           |     | Nico 1re 32e | Spectateurs : 6 500 Arbitrage : István Meszáros | Spectateurs : 6 500 Arbitrage : István Meszáros |
|                 | Rapport   |     |              | Spectateurs : 6 500 Arbitrage : István Meszáros | Spectateurs : 6 500 Arbitrage : István Meszáros |

| 24 juillet 2008 | Brésil                                                         | 6–4 | Russie                                                       | Plages du Prado, Marseille                      |                                                 |
|                 | Buru 5e 6e 31e · Bruno 10e · Daniel 18e 27e 30e · Benjamin 34e |     | Makarov 3e · Chaïkov 4e 31e (pen.) · Shishin 5e · Leonov 18e | Spectateurs : 7 000 Arbitrage : Sylvain Palhies | Spectateurs : 7 000 Arbitrage : Sylvain Palhies |
|                 | Rapport                                                        |     |                                                              | Spectateurs : 7 000 Arbitrage : Sylvain Palhies | Spectateurs : 7 000 Arbitrage : Sylvain Palhies |

### Demi-finales
| 26 juillet 2008 | Portugal                                          | 4–5 | Brésil                                                                       | Plages du Prado, Marseille                          |                                                     |
|                 | Madjer 13e · Belchior 17e · Torres 24e · Alan 26e |     | André 10e 25e 29e · Benjamin 17e · Sidney 19e · Júnior Negão 24e · Bruno 34e | Spectateurs : 6 000 Arbitrage : Carlos Aguirregaray | Spectateurs : 6 000 Arbitrage : Carlos Aguirregaray |
|                 | Rapport                                           |     |                                                                              | Spectateurs : 6 000 Arbitrage : Carlos Aguirregaray | Spectateurs : 6 000 Arbitrage : Carlos Aguirregaray |

| 26 juillet 2008 | Espagne                                                | 4–4 a.p. | Italie                                                    | Plages du Prado, Marseille                    |                                               |
|                 | Amarelle 3e 35e · Javi Alvarez 13e · Javier Torres 24e |          | Esposito 4e 13e · Feudi 6e · Pasquali 25e 35e · Spada 34e | Spectateurs : 7 000 Arbitrage : George Postma | Spectateurs : 7 000 Arbitrage : George Postma |
|                 | Rapport                                                |          |                                                           | Spectateurs : 7 000 Arbitrage : George Postma | Spectateurs : 7 000 Arbitrage : George Postma |
| Amarelle        | Tirs au but 0–1                                        | Esposito |                                                           | Spectateurs : 7 000 Arbitrage : George Postma | Spectateurs : 7 000 Arbitrage : George Postma |

### Match pour la troisième place
| 27 juillet 2008 | Portugal                                                 | 5–4 | Espagne                        | Plages du Prado, Marseille                      |                                                 |
|                 | Madjer 3e 26e 28e · Belchior 8e · Bilro 13e · Torres 30e |     | Amarelle 8e 24e 26e · Nico 34e | Spectateurs : 6 500 Arbitrage : Erick Chavarria | Spectateurs : 6 500 Arbitrage : Erick Chavarria |
|                 | Rapport                                                  |     |                                | Spectateurs : 6 500 Arbitrage : Erick Chavarria | Spectateurs : 6 500 Arbitrage : Erick Chavarria |

### Finale
| 27 juillet 2008 | Brésil                                    | 5–3 | Italie                                                | Plages du Prado, Marseille                      |                                                 |
|                 | Bruno 9e 15e · Sidney 22e 24e · André 29e |     | Palmacci 11e 30e · Pasquali 23e 34e · Maradona Jr 35e | Spectateurs : 7 000 Arbitrage : István Meszáros | Spectateurs : 7 000 Arbitrage : István Meszáros |
|                 | Rapport                                   |     |                                                       | Spectateurs : 7 000 Arbitrage : István Meszáros | Spectateurs : 7 000 Arbitrage : István Meszáros |

## Statistiques, classements et buteurs

### Nombre d'équipes par confédération et par tour
| Confédération | Phase de groupes | Quarts de finale | Demi-finales | Finale | Victoire |
| ------------- | ---------------- | ---------------- | ------------ | ------ | -------- |
| CONMEBOL      | 3                | 3                | 1            | 1      | 1        |
| UEFA          | 5                | 5                | 3            | 1      |          |
| CAF           | 2                |                  |              |        |          |
| AFC           | 3                |                  |              |        |          |
| CONCACAF      | 2                |                  |              |        |          |
| OFC           | 1                |                  |              |        |          |
| Total         | 16               | 8                | 4            | 2      | 1        |

### Ballon d'or du meilleur joueur
| Place              | Joueur   |
| ------------------ | -------- |
| Médaille d'or      | Amarelle |
| Médaille d'argent  | Benjamin |
| Médaille de bronze | Belchior |

### Soulier d'or du meilleur buteur
Le Soulier d'or est attribué au meilleur buteur de la compétition. 
| Place              | Joueur   | Buts |
| ------------------ | -------- | ---- |
| Médaille d'or      | Madjer   | 13   |
| Médaille d'argent  | Amarelle | 11   |
| Médaille de bronze | Belchior | 10   |

### Autres récompenses
Le Gant d'or est attribué (pour la première fois) au meilleur gardien de but de la compétition. Le Prix du fair-play de la FIFA est attribué à l'équipe ayant fait preuve du plus bel esprit sportif et du meilleur comportement.
| Prix              | Lauréat         |
| ----------------- | --------------- |
| Gant d'or         | Roberto Valeiro |
| Prix du fair-play | Russie          |

### Classement du tournoi
| Rang               | Équipe              |
| ------------------ | ------------------- |
| Médaille d'or      | Brésil              |
| Médaille d'argent  | Italie              |
| Médaille de bronze | Portugal            |
| 4                  | Espagne             |
| 5                  | Argentine           |
| 6                  | Russie              |
| 7                  | Uruguay             |
| 8                  | France              |
| 9                  | Sénégal             |
| 10                 | Émirats arabes unis |
| 11                 | Mexique             |
| 12                 | Salomon             |
| 13                 | Iran                |
| 14                 | Salvador            |
| 15                 | Japon               |
| 16                 | Cameroun            |